# 平壤之战 (1593年)
平壤之战，又称第四次平壤城戰鬪，1593年（明神宗万历二十一年、朝鲜宣祖二十六年、日本後陽成天皇文禄二年）正月，万历朝鲜之役中，中国明朝、朝鲜王朝联军击败日军，收复平壤的作战。

## 戰前準備
明朝為了援救自己的藩屬國朝鮮，于1592年農曆十二月二十五日，派遣李提督如松率領約4萬人的明軍，以副摠兵楊元為中協大將，副摠兵李如柏為左協大將，副摠兵張世襲的爵位為右協大將渡過了鴨綠江。
1593年農曆正月初五日，明軍的先鋒來到了順安縣。平壤城中內小西行長得知后，派了23人的日軍小隊前去探查明軍這裡的虛實。 明軍設宴搞伏擊，日軍被斬首15級，但是到了晚上有5個人趁機溜走了，只留下3個人沒逃跑成功。李如松知道有5個人逃跑後，狠狠地懲罰了李寧、雷應坤兩人。
初六日拂曉，明、朝聯軍抵達平壤城下，部署各將領，包圍了平壤，豎白旗書說：朝鮮軍民，投降者免死。
城內的日軍出一千人，據守在北牧丹峯。又分兵約五千多人，駐守在平壌城的西面，北城一直到普通門一段，其餘駐守在舍毬門和城內的日軍不詳。平壤城內有日軍，也有幫助日軍的朝鮮偽軍，他們的數量可能是1萬5千人，也可能是1萬人。
明軍派出了一隻小隊去佯攻牧丹峯，然後佯装战败。日軍追出來，明軍便丟下鐵盾退兵，日軍去搶奪戰利品，明軍回過去打他們，日軍退回城內。到了這天晚上，有數百名日軍，偷偷出來，想要搞偷襲，但被明軍發現後，日軍也就退回了平壤城內。另外一邊的朝鮮軍也遭遇了夜襲，直接被日軍打散，不過過了一會，朝鮮軍反應過來後，重新集合了起來。

## 攻城
初七日，明軍到普通門佯攻，假裝撤退。日軍開城門出來追擊，被日軍擊敗入城，明軍斬殺日軍三十多人，追逐到門口回來。 
初八日早晨，明、朝聯軍還沒有吃飯，就開始攻城。遊擊將軍吳惟忠、原任副摠兵査大接受進攻牧丹峯中軍楊元、右協都督張世爵進攻七星門；左協都督李如柏、參將李芳春攻擊普通門；副摠兵祖承訓、遊擊駱尙志與朝鮮國兵馬使李錳、防禦使金應瑞等人攻打舍毬門。
李如松親自領一百多騎兵，在城下指揮戰鬥。明軍不停地放大炮，過了一會兒，西風忽然起來，火勢最先蔓延到了密德土窟。李如松親手斬殺膽怯退的人，巡示陣前，然後叫道：“先登上城牆的人，賞賜白銀五千兩。“駱尙志最從从含毬門先登，他拿著長戟，縱身攀上城牆。其餘攻打含毬門的軍隊也緊隨進城。李如松和張世爵、楊元等，進攻七星門，日軍占據城門樓，很難攻破，明軍命令發大炮集中火力攻擊大門口。大門被撞擊碎，倒在地上被燒毀，七星門的明軍乘勢而入。明軍進入城後追殺日軍，還到處放火，燒死了很多日軍。小西行長帶兵進入了練光亭，李如松命運柴草，四面堆積，想要將其燒燬，但是沒有什麼用。李如松和諸位將領，進行仰攻。日軍通過放鐵炮，造成了很多明軍的傷亡，李如松自己所騎的馬都被日軍放槍打死了。到了下午，李如松退兵回營，停止了攻城。
李如松停止攻城后，派人使對小西行長等人說：“以我們軍隊的力量，可以用一擧消滅你們，但我不忍心殺死所有人的生命，我放你們一條生路，你們快撤」行長等人回答說：“俺等情願退軍，但請不要攔截”。李如松答應了，然後撤下了旁邊的朝鮮伏兵。當天晚上，小西行長等人，率領剩余的日軍，乘氷渡過大同江逃脫。
這一天的戰鬥明軍斬獲了日軍首級一千二百八十五，活捉兩人，日軍焚溺死者不可勝計，奪馬二千九百八十五匹，救出朝鮮國被擄掠男女一千二百二十五人。
初九日，明軍進入了平壤城，但一直到中午才派遣軍隊去追擊小西行長。駐守在黃海道鳳山的大友義統，聽說明軍來襲，已經先跑了。柳成龍本來安排了黃海道的朝鮮軍去截殺日軍，可很多人都沒響應，只有黃州判官鄭曄、黃海道左防禦使李時言去截殺，斬首日軍百餘人，俘虜一人。
初十日，明軍追到了釰水，然後停止追擊。與此同時，小西行長的第一軍團殘兵已經逃到了黑田長政駐守的龍泉城，小西行長休息了一會後，選擇了離開，前往王京。
十四日，黑田長政接收到王京的退守命令後，選擇了撤兵。
十九日，面對明軍的靠近，駐守開城的小早川隆景也選擇了撤軍，率領2萬人前往王京。

## 後續
後來山東都御史周維韓，吏科給事中楊廷蘭等上本以為：“李如松平壤戰役，所斬的首級，一大半是朝鮮人，燒死和淹死一萬多，全部都是朝鮮的人民。”於是明朝政府派遣布政韓就善、巡按周維翰等人，親自到平壤來核眞偽。
朝鮮人這時因為李如松碧蹄館之戰后消極應戰，所以已經開始對李如松產生怨恨了，但也知道李如松是被冤枉的，平壤之戰的確是殺敵很多的大捷，所以也沒為難李如松，為李如松申冤。